# Kardengewächse
Die Kardengewächse (Dipsacoideae) sind eine Unterfamilie in der Pflanzenfamilie der Geißblattgewächse (Caprifoliaceae) innerhalb der Ordnung der Kardenartigen (Dipsacales). Früher wurden die Dipsacoideae als eigene Familie der Dipsacaceae Juss. betrachtet.

## Beschreibung

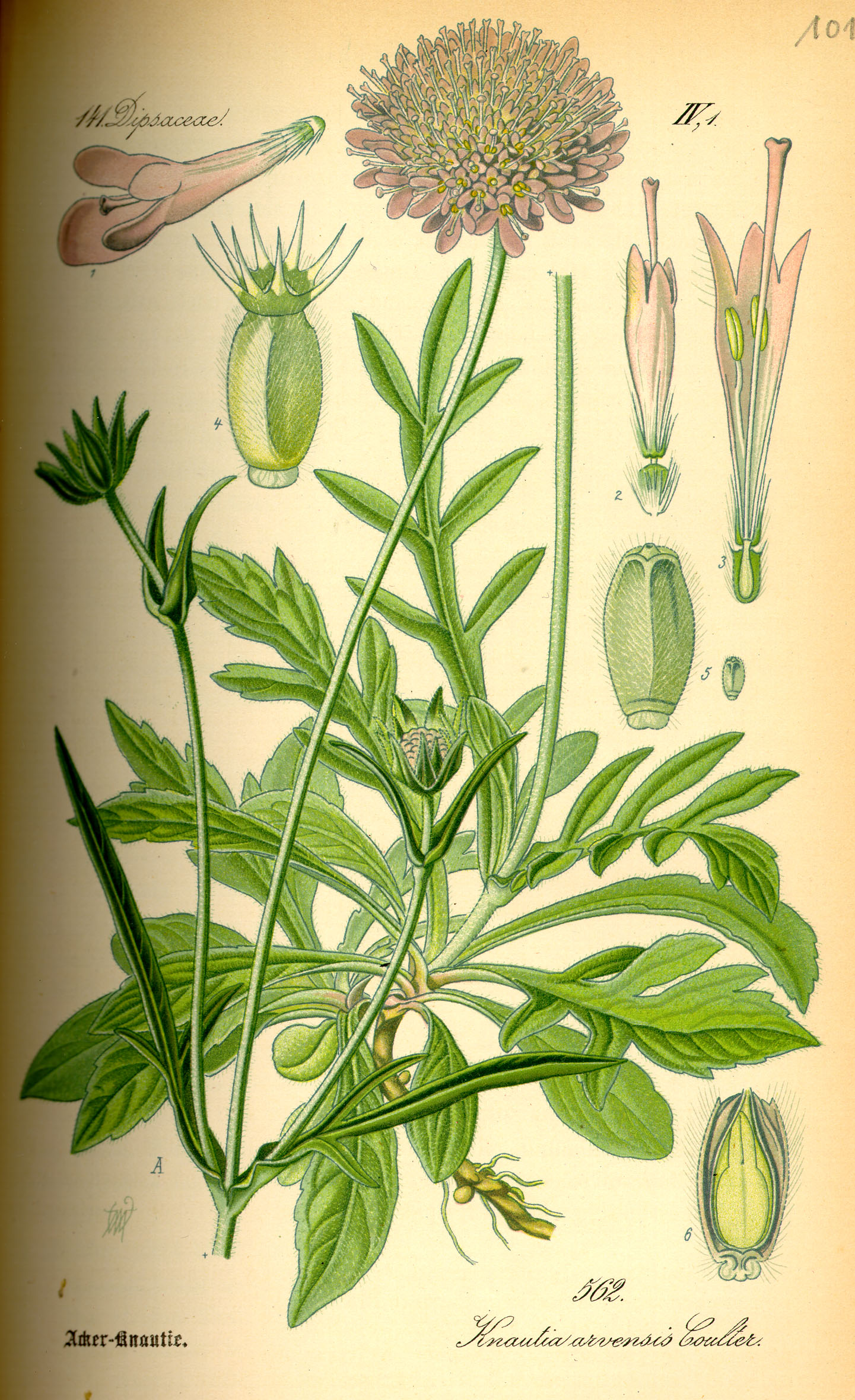
Illustration der Wiesen-Witwenblume (Knautia arvensis)

### Vegetative Merkmale
Es handelt sich um ein- oder zweijährige bzw. ausdauernde krautige Pflanzen sowie seltener um Halbsträucher. Die stets gegenständigen Laubblätter sind meistens ungeteilt. Nebenblätter besitzen sie keine.

### Generative Merkmale
Ein besonders charakteristisches Merkmal der Kardengewächse ist der körbchenförmige Blütenstand, der sehr dem der Korbblütler ähnelt, und wie dieser von Hüllblättern umgeben ist (→ Pseudanthium).
Der Aufbau der Blüten unterscheidet sich jedoch erheblich: Die zwittrigen Blüten sind vier- oder fünfzählig, mit doppelter Blütenhülle (Perianth). Die vier- oder fünfzipfeligen, am Rand der Körbchen oft stark zygomorphen Blüten sind oft von einem Außenkelch umgeben. Der Außenkelch besteht aus zwei miteinander verwachsenen Vorblättern. Der Kelch und der Außenkelch sind fast stets trockenhäutig und borstig. Die Kronblätter sind miteinander verwachsen. Die zwei Fruchtblätter sind zu einem unterständigen Fruchtknoten verwachsen. Die meist vier (selten zwei bis drei) Staubblätter sind nicht zu einer Röhre verwachsen.
Sie bilden einsamige Schließfrüchte, Achänen genannt.

## Habitate
Die Mehrzahl der Arten findet man in trockenen oder zumindest periodisch trockenen, offenen Gebieten wie Steppen oder Trockenrasen, oft auf höher gelegenen Flächen, einige auch an Waldrändern. Einige Arten wachsen auch in Wäldern (wie die Wald-Witwenblume).

## Systematik und Verbreitung

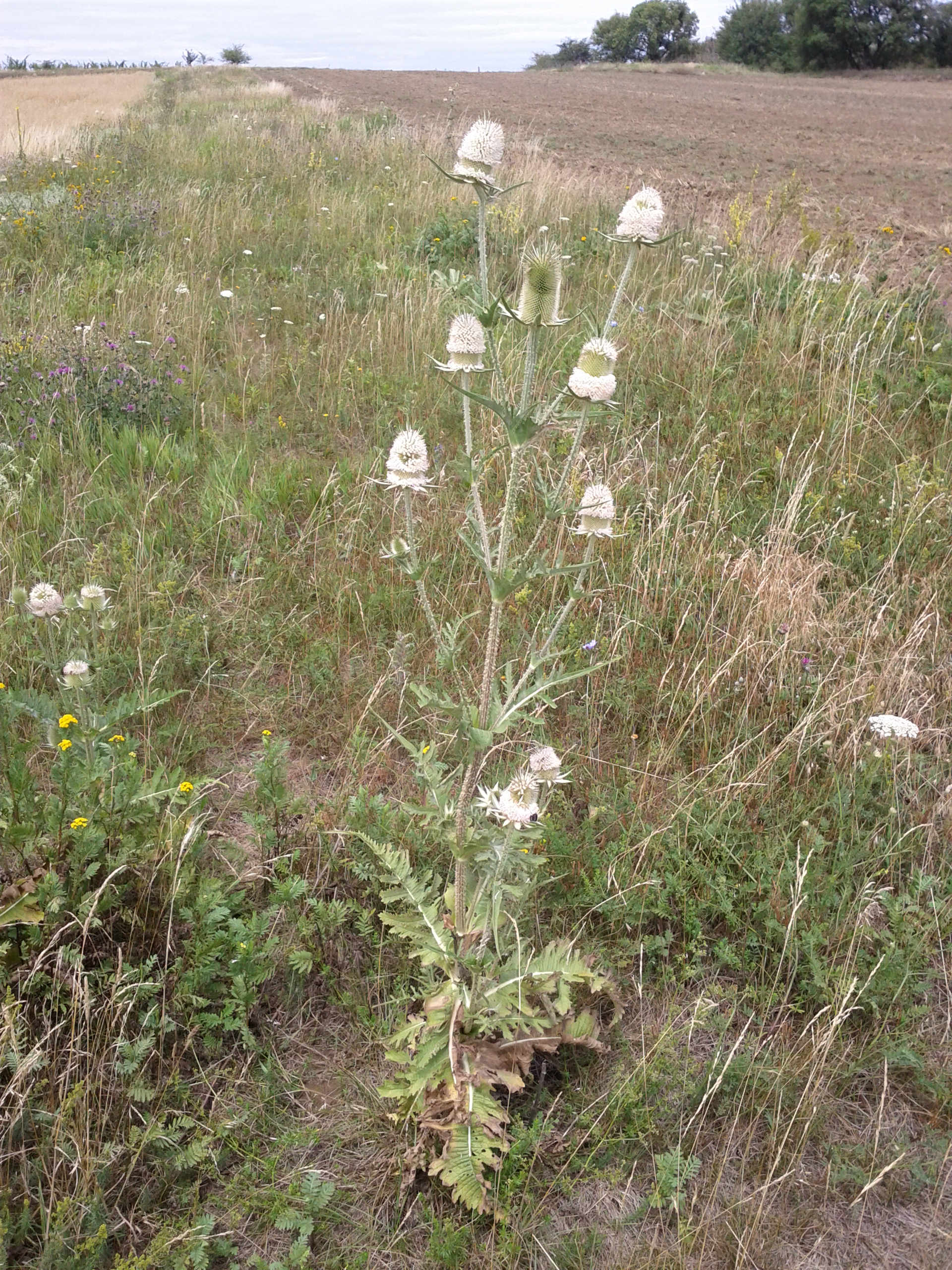
Schlitzblatt-Karde (Dipsacus laciniatus)

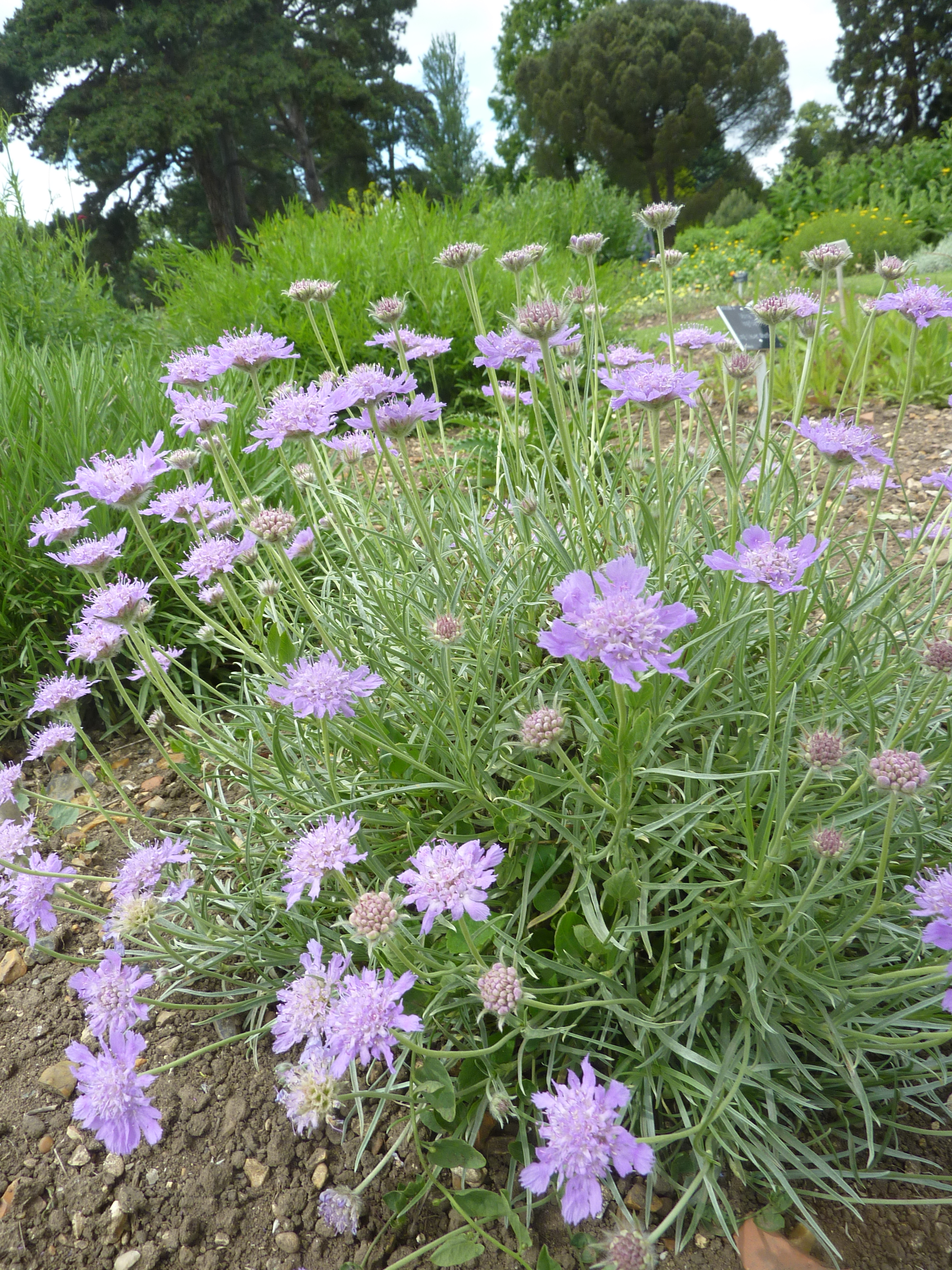
Grasblättrige Skabiose (Lomelosia graminifolia)

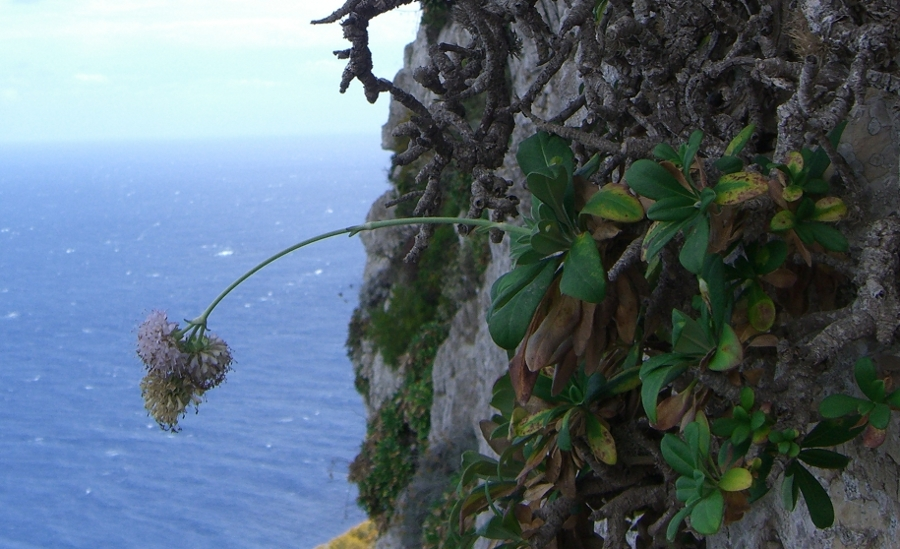
Pseudoscabiosa limonifolia

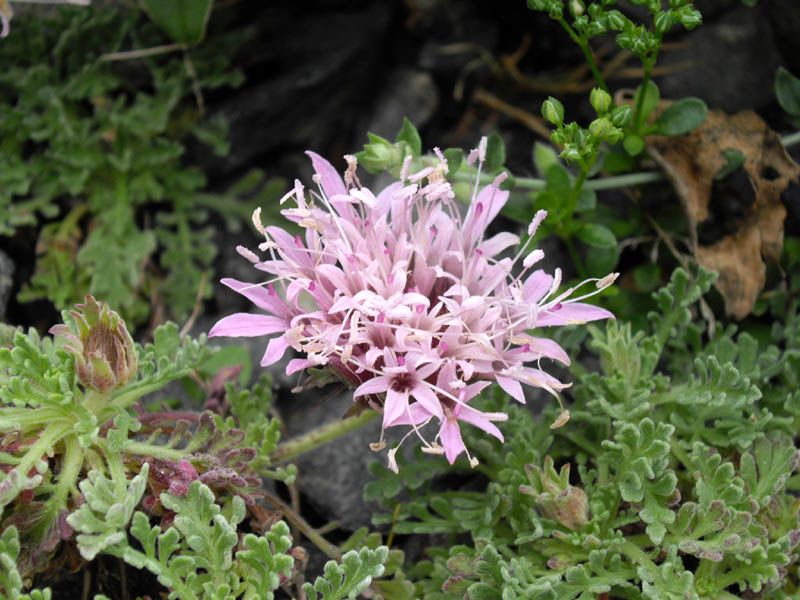
Pterocephalus depressus

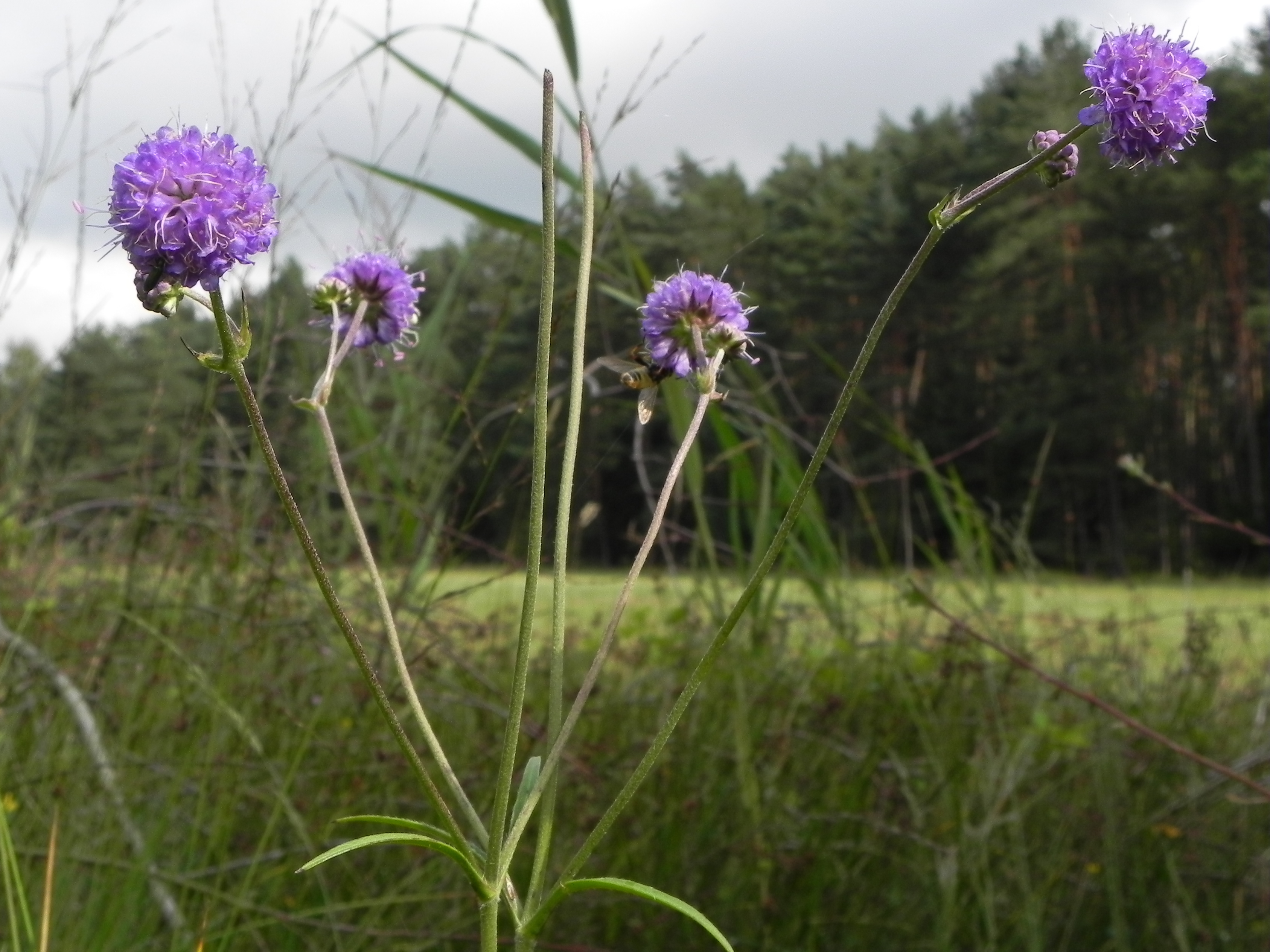
Gewöhnlicher Teufelsabbiss (Succisa pratensis)

Die Unterfamilie Dipsacoideae wurde 1836 durch Amos Eaton in A Botanical Dictionary, 4. Auflage, Seite 36 unter der Bezeichnung „Dipsaceae“ aufgestellt. Typusgattung ist Dipsacus L.. Ein Synonym für Dipsacoideae Eaton ist Dipsacaceae Juss..
Die Arten der Unterfamilie Dipsacoideae sind von den gemäßigten bis subtropischen Gebieten Eurasiens und Afrikas sowie im tropischen und südlichen Afrika verbreitet. Verbreitungsschwerpunkt ist der Mittelmeerraum und Kleinasien.
Die Achänen von einigen wie der Wald-Witwenblume werden durch Ameisen verbreitet (Myrmekochorie).
In der Unterfamilie der Kardengewächse (Dipsacoideae Eaton) gab es früher 11, seit 2013 gibt es 14 Gattungen mit etwa 290 Arten:
- Bassecoia B.L.Burtt (Syn.: Pterocephalodes V.Mayer & Ehrend.): Die drei Arten[6] sind in der Volksrepublik China, Thailand und in der Himalayaregion verbreitet.[6]
- Schuppenköpfe (Cephalaria Schrad. ex Roem. & Schult.): Sie sind mit etwa 65 Arten vorwiegend im Mittelmeerraum sowie Kleinasien verbreitet und sie kommen auch von West- bis Zentralasien sowie im südlichen Afrika vor.
- Karden (Dipsacus L., Syn.: Simenia Szabó): Das Verbreitungsgebiet der etwa 20 Arten liegt im westlichen Europa, im Mittelmeerraum und im südlichen und östlichen Asien.
- Witwenblumen (Knautia L., Syn.: Trichera Schrad. ex Roem. & Schult.): Das Verbreitungsgebiet der etwa 60 Arten liegt in Europa und um den Mittelmeerraum im westlichen Afrika und südwestlichen Asien.
- Grasskabiosen (Lomelosia Raf., Syn.:, Scabiosiopsis Rech. f., Tremastelma Raf.): Von den fast 40 Arten sind etwa die Hälfte in Europa verbreitet.[7] Hier eine Auswahl:
  - Lomelosia albocincta (Greuter) Greuter & Burdet
  - Lomelosia graminifolia (L.) Greuter & Burdet: Sie kommt in Marokko, Spanien, Frankreich, Italien, in der Schweiz, Kroatien, Slowenien, Serbien, Albanien und in Griechenland vor.[8]
  - Lomelosia minoana (P.H.Davis) Greuter & Burdet
  - Lomelosia sphaciotica (Roem. & Schult.) Greuter & Burdet: Sie kommt in Kreta und in Griechenland vor.[8]
- Pseudoscabiosa Devesa[6] (Syn.: Scabiosa sect. Asterothrix Font Quer): Die etwa drei Arten sind im Mittelmeerraum verbreitet.[9]
- Pterocephalidium G.López:[6] Sie enthält nur eine Art:
  - Pterocephalidium diandrum (Lag.) G.López: Die Heimat ist die Iberische Halbinsel.[10]
- Pterocephalus Adans.: Die etwa 25 Arten sind im Mittelmeerraum bis in das tropische Afrika und über Zentralasien bis China (nur zwei Arten) verbreitet.[11]
- Pterothamnus V.Mayer & Ehrend.: Sie enthält nur eine Art:
  - Pterothamnus centennii (M.J.Cannon) V.Mayer & Ehrend.: Dieser Endemit ist nur von Typusfundort in einer Höhenlage von etwa 2000 Meter in „Manica e Sofala, Manica Serra Zuira“ in Mosambik bekannt.[6]
- Skabiosen (Scabiosa L., Syn.: Asterocephalus Zinn, manchmal mit Sixalix Raf.): Das Verbreitungsgebiet der etwa 100 Arten liegt vorzugsweise im Mittelmeerraum Europas, Asiens und Afrikas.
- Pycnocomon Hoffmanns. & Link[6] Nach G.Domina ist die Gattung ein Synonym von Lomelosia Raf.[8]
- Sixalix Raf.[6] (manchmal in Scabiosa L.): Sie enthält mehrere Arten, darunter:
  - Samt-Skabiose (Sixalix atropurpurea (L.) Greuter & Burdet (Syn.: Scabiosa atropurpurea L.)): Sie kommt auf den Kanaren und Madeira, in Nordafrika, Südeuropa und Vorderasien vor und ist auf den Azoren ein Neophyt.[8]
  - Sixalix daucoides (Desf.) Raf.: Sie kommt nur in Algerien und Tunesien vor.[8]
- Succisa Haller:[6] Es gibt etwa drei Arten:[12]
  - Succisa pinnatifida Lange: Sie kommt im nordwestlichen Spanien und in Portugal vor.[8]
  - Gewöhnlicher Teufelsabbiss (Succisa pratensis Moench): Er ist von Europa bis ins westliche Sibirien und in Nordafrika verbreitet.
  - Succisa trichotocephala Baksay: Sie ist ein Endemit in den Bergen Kameruns.
- Succisella Beck:[6] Die etwa fünf Arten sind in Europa verbreitet.[12]